# Полапівська сільська рада
Полапівська сільська рада — сільська рада в Любомльському районі Волинської області (Україна) з адміністративним центром у селі Полапи.

## Населені пункти
Сільській раді підпорядковані населені пункти:
- с. Полапи
- с. Сокіл

Загальний склад ради 16 депутатів. Голова сільради — Богачевський Володимир Олександрович (станом на 01.01.2016 р.).,.
Адреса Полапівської сільської ради:
44315, Волинська обл., Любомльський р-н, с. Полапи;

## Населення
Згідно з переписом УРСР 1989 року чисельність наявного населення сільської ради становила 1302 особи, з яких 647 чоловіків та 655 жінок.
За переписом населення України 2001 року в сільській раді мешкало 1229 осіб.

### Мова
Розподіл населення за рідною мовою за даними перепису 2001 року:
| Мова       | Відсоток |
| ---------- | -------- |
| українська | 99,35 %  |
| російська  | 0,49 %   |
| білоруська | 0,08 %   |